# サクサ
サクサ株式会社（英: SAXA,Inc.）は、東京都港区に本社を置く情報通信機器メーカーのサクサ株式会社を中核とする、サクサグループの事業持株会社である。東京証券取引所スタンダード市場上場。
2004年2月、田村電機製作所と大興電機製作所の経営統合により設立された。

## 沿革
- 1938年11月 - 旧・大興電機製作所設立。
- 1946年11月 - 旧・田村電機製作所設立。
- 2003年10月 - 田村電機製作所と大興電機製作所の経営統合発表。
- 2004年2月2日 - 両社の株式移転により、田村大興ホールディングス設立。東京証券取引所市場第一部に上場。
- 2004年4月1日 - 傘下の田村電機、大興電機の統合により、サクサ株式会社を設立。
- 2007年10月1日 - 田村大興ホールディングスの商号をサクサホールディングスに変更。
- 2022年4月 - 東京証券取引所の市場再編に伴い、市場第一部からプライム市場へ移行。
- 2024年7月1日 - 経営体制を純粋持株会社から事業持株会社に再編。サクサ株式会社（初代）を吸収合併した上で、商号をサクサ株式会社（2代）に変更[3]。

## サクサの主要製品
- ビジネスホン（PLATIA、Regalis、Actys、Agrea各シリーズ）
  - 上記シリーズのほか、各社へのOEMでも展開している。
- ネットワーク製品（UTM)
- システムインテグレーション（IoT）
- セキュリティシステム（OfficeAGENTシリーズ）
- 法人向け光回線サービス（サクサ光）
- カード関連機器
- バス関連機器
  - 旧田村電機が旧NECホームエレクトロニクスより移管を受けた。2008年に小田原機器と業務提携を結んだ[4]。

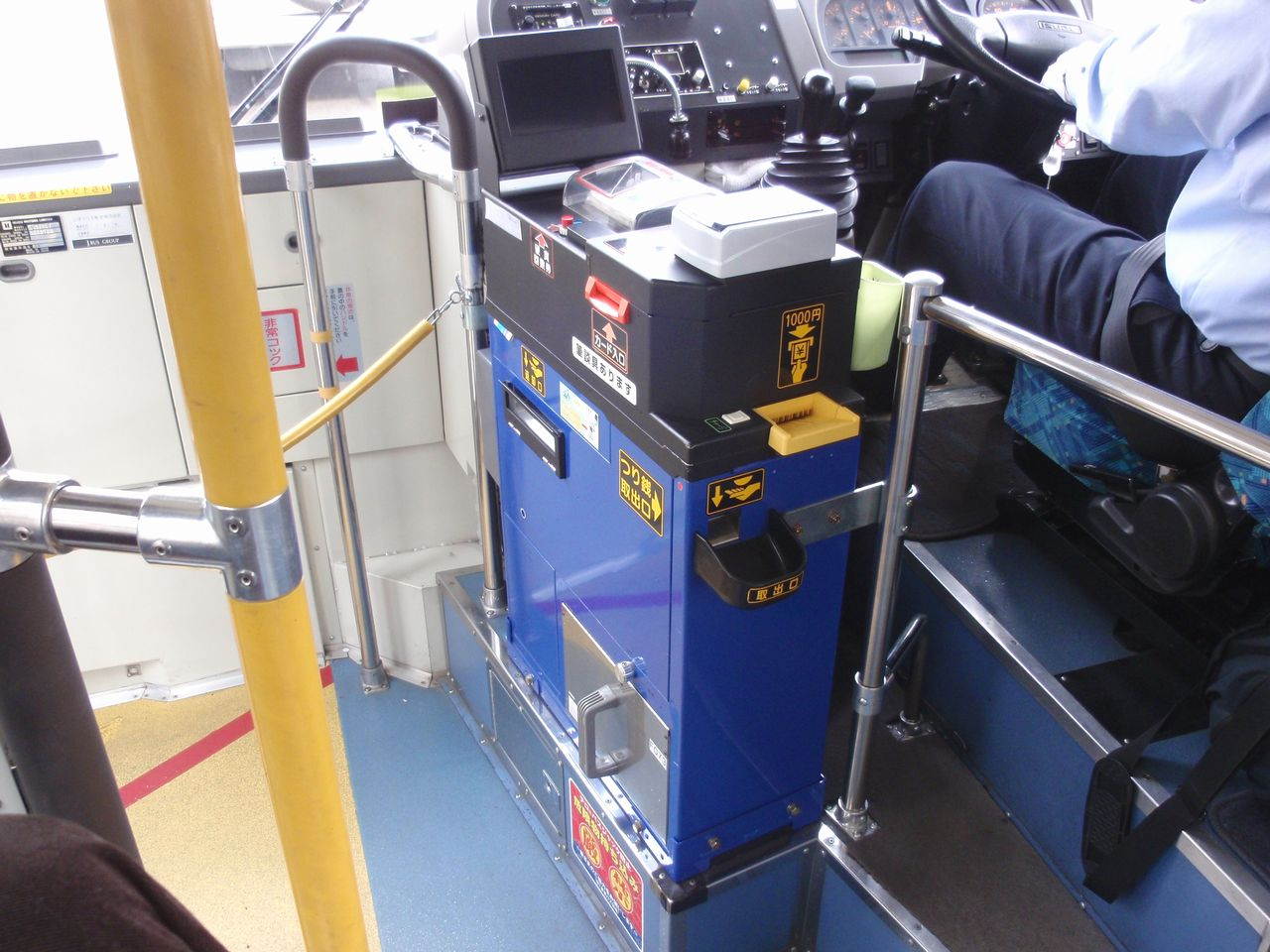
サクサ製の運賃箱（小田急バス）
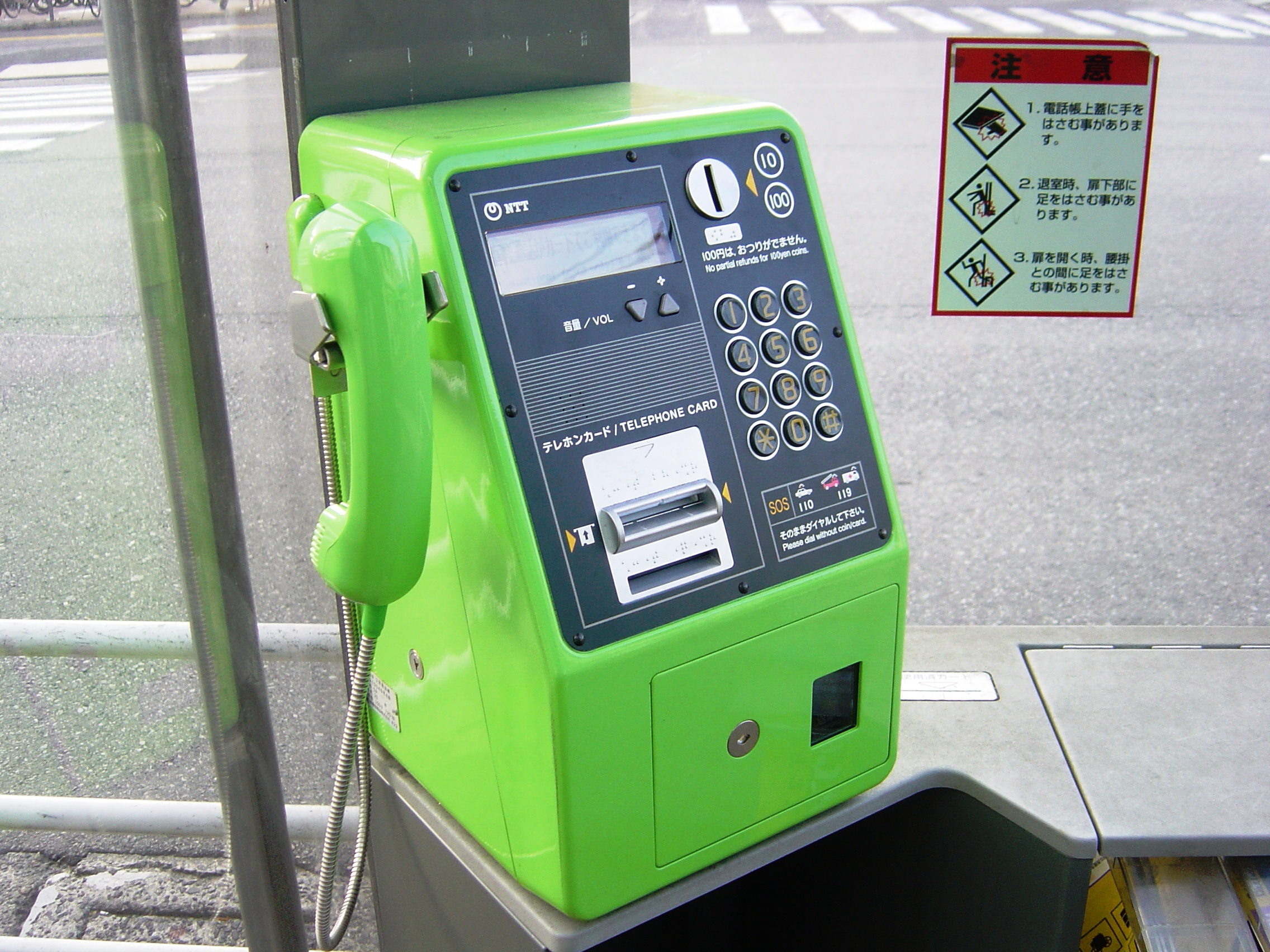
サクサ製の公衆電話機

## 連結子会社
- サクサテクノ株式会社
- サクサビジネスシステム株式会社
- サクサシステムエンジニアリング株式会社
- 株式会社システム・ケイ
- 株式会社ソアー（旧・東北パイオニア米沢事業所）[5]